# Wilczkowice (Oświęcim)
Pour les articles homonymes, voir Wilczkowice.
Wilczkowice est une localité polonaise de la gmina de Brzeszcze, située dans le powiat d'Oświęcim en voïvodie de Petite-Pologne.